# کنستانتین انیکو
کنستانتین انیکو (انگلیسی: Konstantin Anikenko؛ زادهٔ ۹ نوامبر ۱۹۹۲) بازیکن بسکتبال اهل اوکراین است.